# Église Saint-Étienne de Mas-Cabardès
L'église Saint-Étienne de Mas-Cabardès est une église située sur la commune de Mas-Cabardès dans le département français de l'Aude en région Occitanie.
Le clocher a été inscrit au titre des monuments historiques en 1926.

## Description

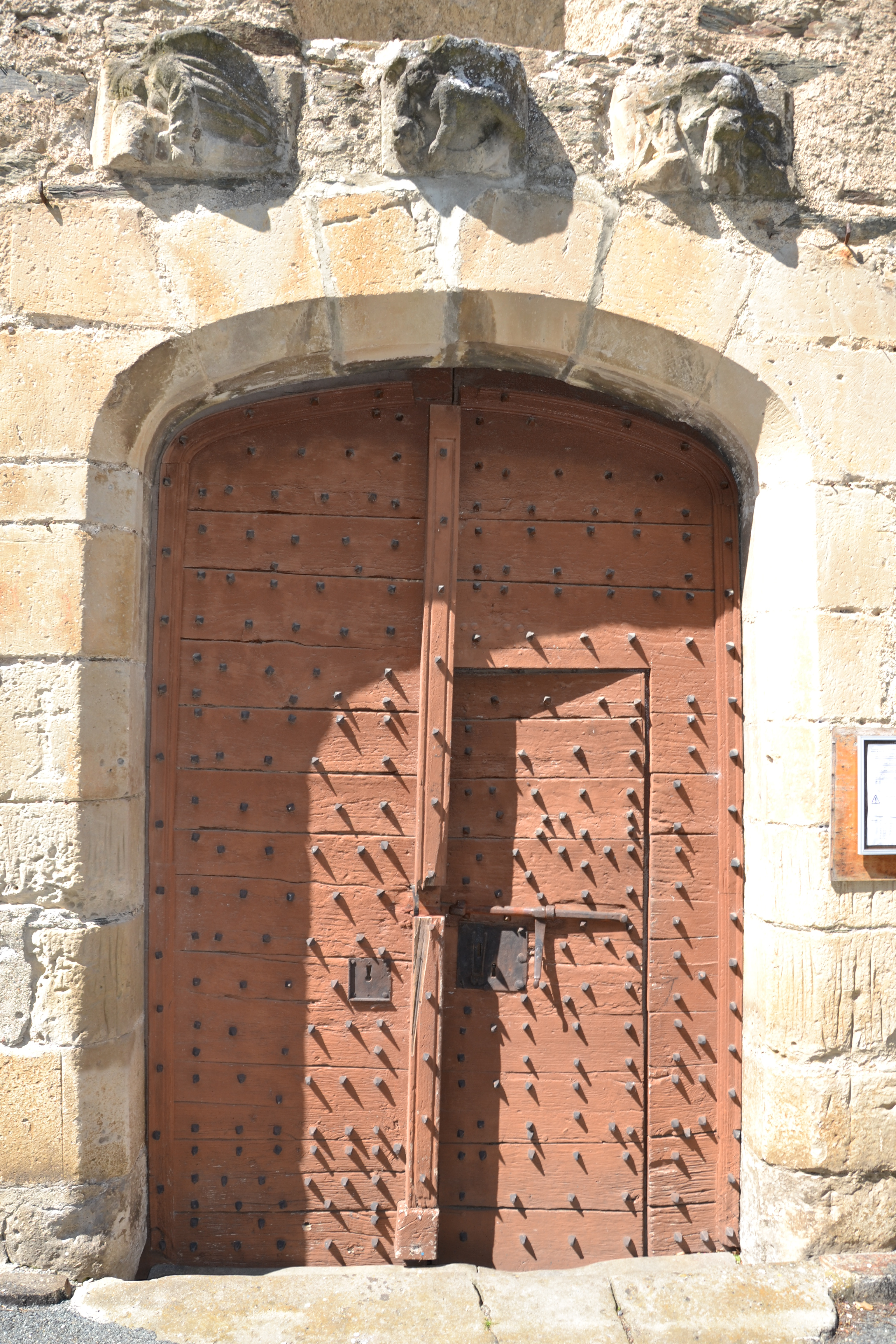
Portail de l'église

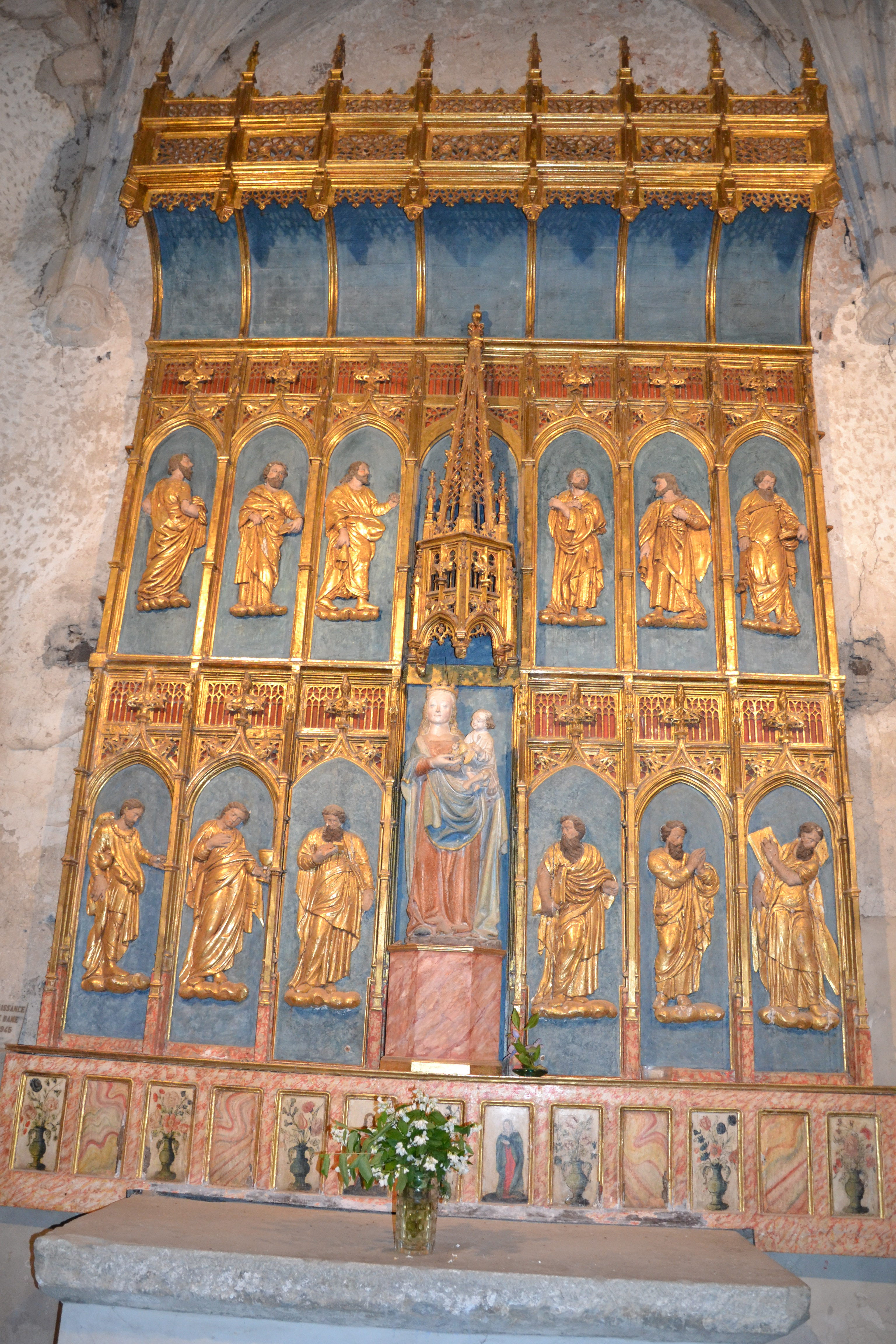
Retable - ND de la Barthe

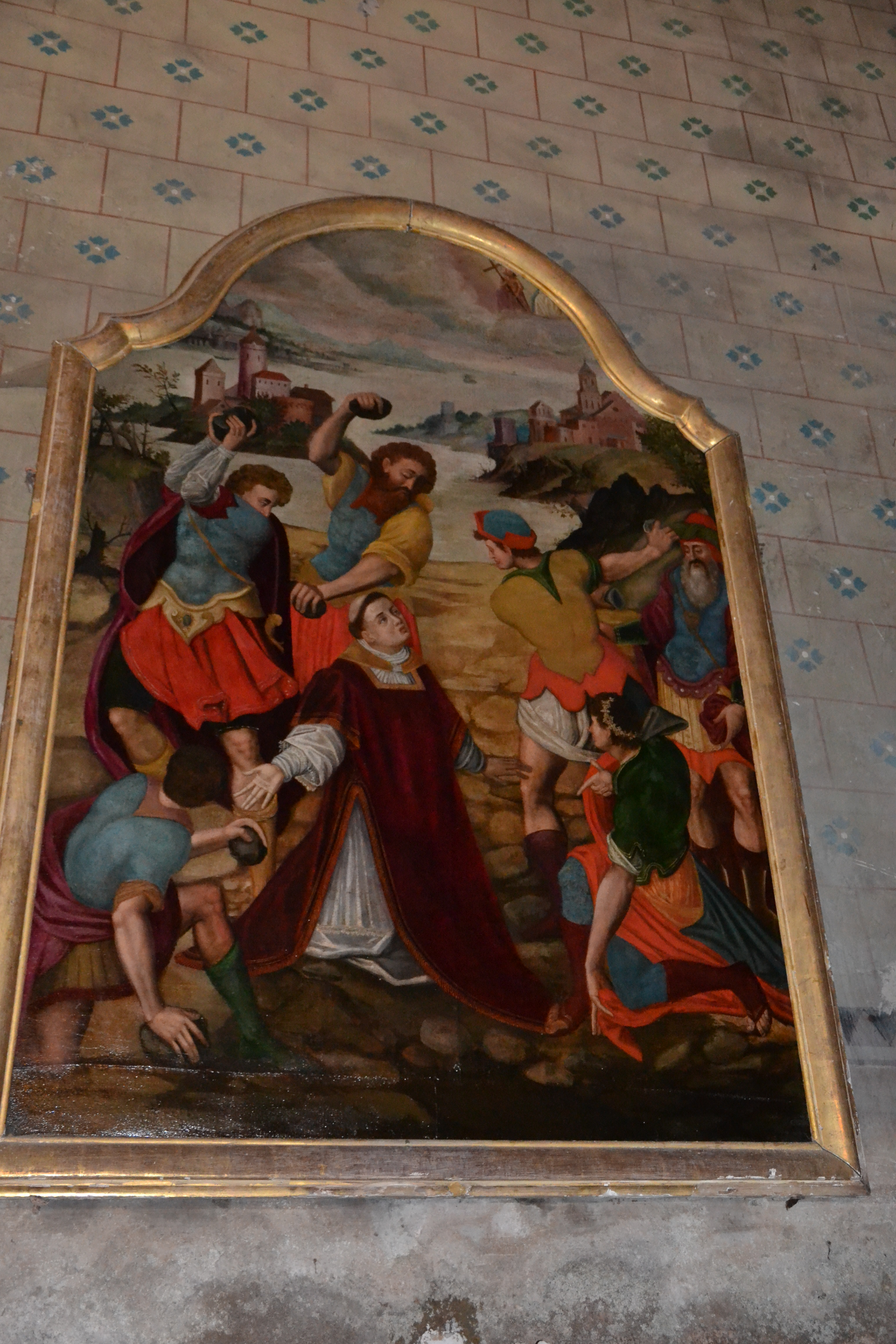
La lapidation de saint Étienne

L’édifice actuel date du XVIe siècle.
Son clocher octogonal construit sur une base carrée d’aspect plus ancien est percé d’une double rangée d’ouvertures géminées comme celui de La Tourette-Cabardès. Une tour rectangulaire abritant un escalier à vis lui est accolée. Deux arcs-boutants sous lesquels passe une rue soutiennent le mur ouest de l’édifice. 
Le portail d’entrée de l’église est constitué de vantaux cloutés ; il est surmonté de pierres sculptées, vraisemblablement de réemploi.
L’intérieur de l’édifice comprend plusieurs œuvres remarquables :
-Dans la chapelle Notre-Dame-de-la-Barthe qui constitue le  rez-de-chaussée du clocher, la statue de Notre Dame datée de la fin du XVe siècle, le retable du XVIe siècle, la  voûte à cinq clefs à liernes et tiercerons.
-À gauche de la nef, la pierre tombale du prêtre Raymond Baron portant l’épitaphe suivante rédigée par Pierre Grassi, Prieur du Mas : « Ce que tu es je le fus, ce que je suis tu le seras, dis un Pater Noster pour mon âme »
-Dans la chapelle Saint-Roch, à droite de la nef, l’autel en marbre de Caunes et le tabernacle en bois sculpté et doré du XVIIIe siècle
-Au fond de l’église, un tableau anonyme du XVIIe siècle représentant la lapidation de saint Étienne. 
L’église du Mas dispose également d’un carillon qui constitue un élément important  du patrimoine du village. Il a longtemps rythmé la vie de la communauté en sonnant l’angélus et les messes ainsi que les mariages, les enterrements et les fêtes importantes. Ce carillon comporte actuellement dix  cloches, datant pour deux d’entre elles de 1857, pour sept autres de 1884 et pour la dernière de 1984. Mais l’histoire du carillon est beaucoup plus ancienne puisque dès 1594 il est fait mention dans les écrits de l’achat d’une cloche par la communauté du Mas.

## Localisation
L'église est située sur la commune de Mas-Cabardès, dans le département français de l'Aude.

## Historique
L'édifice a été vraisemblablement construit sur l'emplacement de l'ancien monastère bénédictin Saint-Étienne de Cabaret signalé dans les écrits au IXe siècle. 